# イヴァン・アクサーコフ

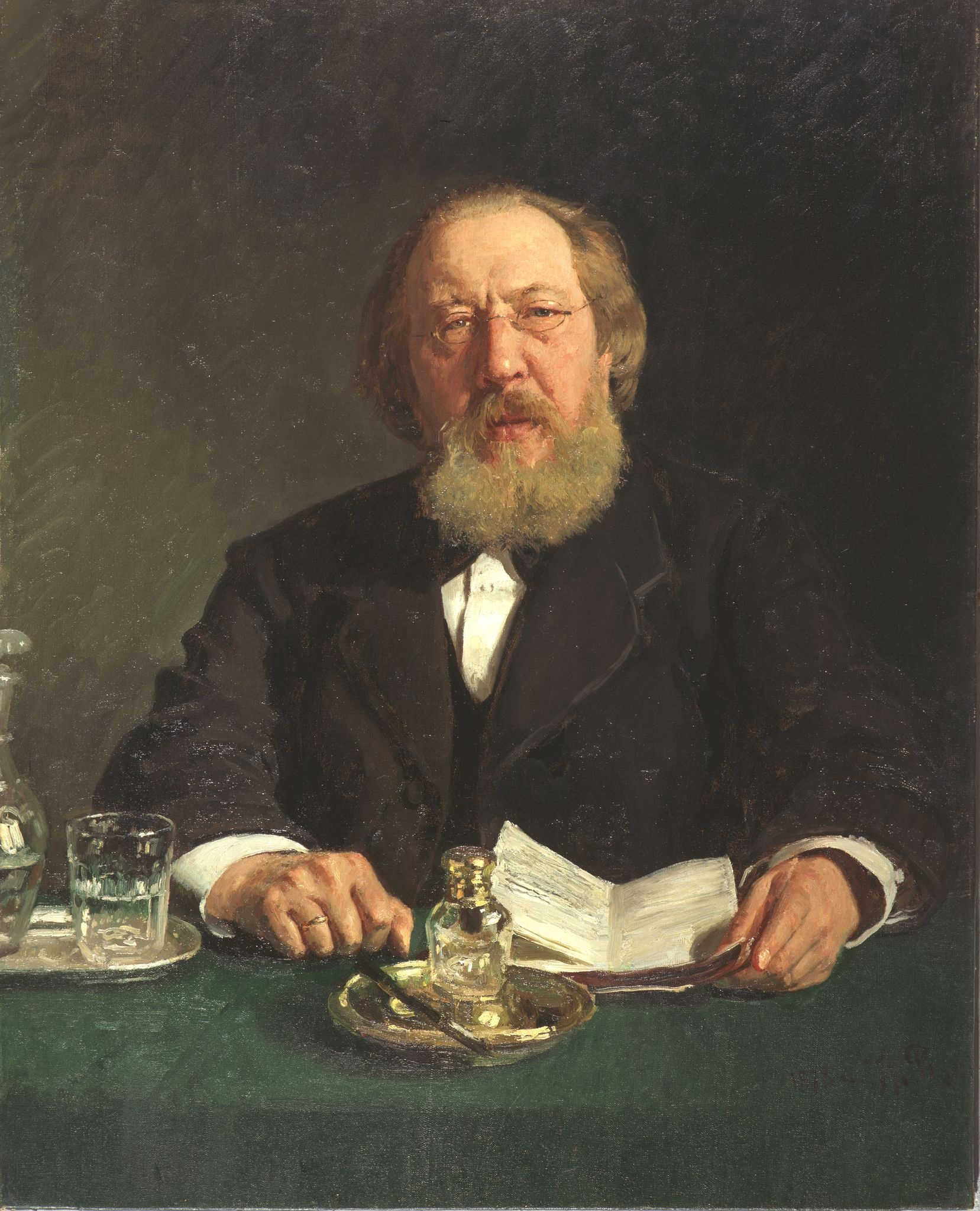
イリヤ・レーピンによって描かれたイヴァン・アクサーコフの肖像画

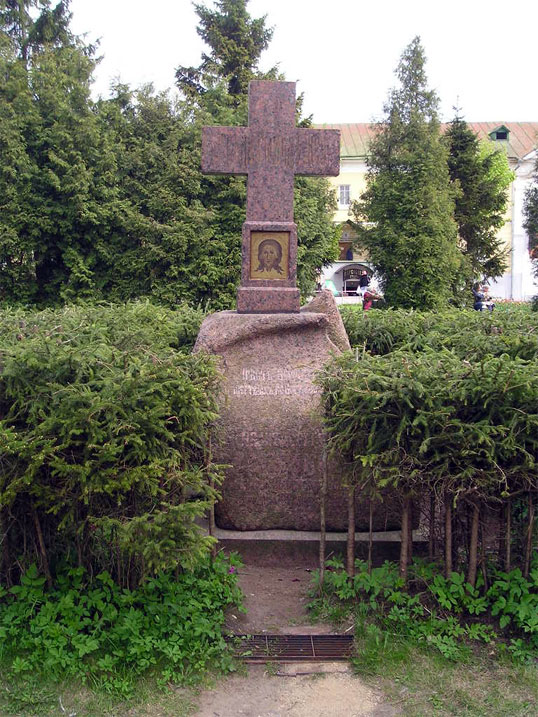
至聖三者聖セルギイ大修道院にあるイヴァン・アクサーコフの墓石

イヴァン・アクサーコフ（英語:Ivan Sergeyevich Aksakov、ロシア語:Ива́н Серге́евич Акса́ков、1823年10月8日（旧暦では9月26日） - 1886年2月8日（旧暦では1月27日）は、ロシアの評論家、詩人。アクサーコフ兄弟の弟であり、兄は同じく評論家、詩人、思想家のコンスタンティン・アクサーコフで、父は小説家のセルゲイ・アクサーコフである。兄と同様に思想としてはスラブ派に該当する。
1823年、バシコルトスタン共和国に生まれ、クリミア戦争に参戦し、1858年からモスクワのスラブ協会の指導者の一人として活動。1877年から始まった露土戦争 (1877年-1878年)では汎スラブ主義を主張し、南スラブ人を支援した。また、D.S Milskyは、イヴァン・アクサーコフをロシア最高のジャーナリストと賞賛した。1886年、モスクワで亡くなった。